# Нищенков, Алексей Аркадьевич
Алексей Аркадьевич Нищенков (19 июня 1882 — 7 июля 1934, Белград) — русский военно-морской офицер, участник русско-японской и Первой мировой войны, капитан 1-го ранга за отличие (09.01.1917). Эмигрант.

## Биография
Родился 19 июня 1882 года, отец Нищенков Аркадий Никанорович, впоследствии генерал от артиллерии. Окончил Морской кадетский корпус в 1900 году. Служил на Балтике, являлся вахтенным начальником эскадренного броненосца «Пересвет» (20.05.1902-29.08.1903) во время перехода на Дальний Восток, затем служил на миноносцах. С 06 ноября 1903 года служил на эскадренном броненосце «Победа».
Участник русско-японской войны. Участвовал в обороне Порт-Артура, удостоен четырех боевых орденов, после капитуляции крепости отказался дать японцам подписку о неучастии в войне и с командами пошёл в плен. Окончил Офицерский класс подводного плавания, офицер подводного плавания (1907). Командовал подводными лодками «Плотва» (с 19.02.1907), «Осетр» (с 19.03.1907), «Фельдмаршал граф Шереметев» (с 03.12.1907- 06. 1908).
Состоял в запасе флота (04.06-01.10.1908), после чего служил в Морском Генеральном штабе. В Первую мировую войну на Черноморском флоте. Организовывал агентурную работу в сопредельных государствах, в частности в Османской империи. Помощник флаг-капитана по оперативной части штаба командующего Черноморским флотом, фактически являлся начальником разведывательного отделения (с 09.11.1915), в 1916—1917 годах заведовал разведывательной частью того же штаба. Георгиевский кавалер. За разведку порта Варна как старший начальник на борту подводной лодки «Тюлень» под командой М. А. Китицына, был удостоен Георгиевского оружия (01.10.1916). В декабре 1917 года — апреле 1918 года ВРИД начальника штаба Черноморского флота.
Перешел на сторону Белого движения. В 1919—1922 годах входил в состав военно-морской разведки «O.K.». В 1919—1920 году исполнял миссию адмирала А. В. Колчака в Париже, далее в распоряжении ВСЮР. Эвакуирован из Крыма. 29 июня 1920 возвратился в Русскую армию Врангеля в Крым в Севастополь на корабле «Константин». Вторично эвакуирован в ноябре 1920 года. С лета 1921 года проживал с женой и отцом в Королевстве сербов, хорватов и словенцев, председатель Морского объединения в Белграде. Масон. Умер 7 июля 1934 года в Белграде.